# Ghatophryne
Ghatophryne es un género de anfibios anuros de la familia Bufonidae. Se distribuyen por los Ghats occidentales, en los estados de Kerala y Karnataka, en el sur de India. Ambas especies se incluían previamente en el género Ansonia.

## Especies
Incluye dos especies:
- Ghatophryne ornata (Günther, 1876) - Karnataka, India.
- Ghatophryne rubigina (Pillai & Pattabiraman, 1981) - Kerala, India.